# Дягилев, Сергей Александрович
Серге́й Алекса́ндрович Дя́гилев (род. 5 августа 1967, Ленинград) — российский композитор и дирижёр. Член Союза композиторов России. Внук виолончелиста и дирижёра С. В. Дягилева, внучатый племянник предводителя костромского дворянства В. В. Дягилева и правнучатый племянник антрепренёра, устроителя «Русских сезонов» С. П. Дягилева.

## Биография
В 1998 году С. А. Дягилев окончил Санкт-Петербургскую государственную консерваторию им. Н. А. Римского-Корсакова по классу композиции у профессора Д. А. Толстого, а также по классу оперно-симфонического дирижирования (2003) у профессоров Р. Э. Мартынова  и М. Г. Кукушкина, аспирантуру по специализации «Музыкальное искусство» (2008).

## Творческая деятельность
Как композитор С. Дягилев работает в разных направлениях и жанрах. Симфоническое творчество представлено симфонией, Адажио, Танго-каприччиозо для альта с оркестром, Анданте для альта с оркестром, фантазией на  темы русских народных песен «В начале была песня…» (история ямщика) для голоса, хора и симфонического оркестра и др. произведениями. 
Важную роль в творчестве композитора играет музыка для театра. С. Дягилев — автор двух опер: «Мальчик у Христа на елке» (по Ф. М. Достоевскому) и «Сила воли» (по собственному либретто), музыки к водевилю «Беда от нежного сердца» по пьесе В. Сологуба, двух балетов: «Пиаф. Я не жалею ни о чем», «Приключения Винни-Пуха». Спектакли входят в постоянный репертуар Астраханского театра оперы и балета. 
Дягилев долгое время участвовал в качестве дирижёра и композитора в проектах ансамбля контрабасов «QuattroBass» заслуженного артиста России проф. А. А. Шило. Для ансамбля написаны более 30 оригинальных транскрипций, в том числе транскрипция оперы П. И. Чайковского «Пиковая дама» для шести контрабасов и девяти солистов.

### Семья
- Прадед — Валентин Павлович Дягилев (1875–1929) — офицер русской императорской армии, полковник, брат знаменитого С. П. Дягилева, расстрелян большевиками по ложному обвинению, впоследствии реабилитирован.
- Дед — Сергей Валентинович Дягилев (1911—1967) — музыкант, репрессирован (1937—1953), провел 10 лет в лагерях, пять лет в ссылке, впоследствии реабилитирован.
- Мать — Дягилева Елена Сергеевна (1937—2015) — филолог.
- Жена — Дягилева Ирина Борисовна (1967) — филолог.
- Дети — Александр (род. 1991), Борис (род. 1996), Глеб (род. 1996), Иван (род. 2006).

## Произведения
Автор музыкальных произведений в различных жанрах.

### Для музыкального театра
- «Мальчик у Христа на ёлке» (опера-рассказ в 2 действиях 3 картинах с прологом и эпилогом по одноименному рассказу Ф. М. Достоевского, а также его рассказу «Мальчик с ручкой» из дневника писателя за 1976 год, 2007), премьера 27.11.2021, Астраханский государственный музыкальный театр оперы и балета)
- «Эдит Пиаф. Я не жалею ни о чём» (музыкальная композиция по песням из репертуара Э. Пиаф для балета, либр. К. Уральского, премьера 13.06.2015, Астраханский государственный музыкальный театр оперы и балета)
- «Беда от нежного сердца» (комедия-водевиль, музыка к спектаклю по пьесе В. Соллогуба, премьера 27.11.2015, Астраханский государственный музыкальный театр оперы и балета)
- «Сила воли» опера в 6-ти эпизодах по оригинальному либр. С. Дягилева (2018)
- «Приключения Винни-Пуха», балет в 2-х действиях, либр. К. Уральского и С. Дягилева, премьера 23.04.2019, Астраханский государственный музыкальный театр оперы и балета)

### Симфонические произведения
- «Пир во время чумы» (Симфоническая сюита 6 частях для симфонического оркестра,  по  А. Пушкину, 1984)
- «Земля» (Симфоническая поэма, 1986)
- Вариации для струнного оркестра (Посвящение П. Хиндемиту, 1988)
- «Симфония души» (симфония в 3-х частях, 1997)
- Адажио (памяти дирижёра М. Виноградова, 2008)
- Вступление на тему «Вечерней песни С. Седова (2009)
- «Два континента» (танго–парафраз, 2010)
- «Танго–каприччиозо» (для альта с оркестром. 2010. Первое исполнение 01.12.2011)
- «В начале была песня… История ямщика» (вокально–симфоническая фантазия на русские песни для тенора и хора с оркестром, 2011 Премьера 29.02.2012, зал межпарламентской ассамблеи СНГ)
- Концертино для контрабаса с оркестром (2012)
- «Забытый вальс. Прощание в Венеции» (памяти С. П. Дягилева, 2014)
- «Увертюра на русские и восточные темы» (2014. Первое исполнение 29.09.2014 на Прикаспийском саммите)
- Анданте для альта с оркестром (2015)

### Камерные произведения
- Сонатина (для ф-но в 3–х частях, 1978)
- «Русская сюита» (для ф-но в 4–х частях, 1981)
- Пьеса (для скрипки и ф–но, 1982)
- Вариации (для ф–но, 1982 )
- Пять прелюдий (для ф–но, 1983)
- Соната  (для фортепиано в 3–х частях, 1983)
- Сюита (для скрипки и фортепиано в 3–х частях, 1983)
- Фортепианный квинтет (в 3–х частях для 2–х скрипок, альта виолончели и фортепиано, 1984)
- «Рождественский парафраз» (фантазия на Рождественские и Новогодние темы для квартета контрабасов, 2004)
- Элегия (для сопрано, органа и секстета контрабасов. Памяти органиста и педагога Д. Маркова, 2004)
- «Диалоги» (для двух контрабасов в 6–ти частях, 2019)
- "Иронеска. Памяти контрабаса..." (для струнного октета, 2021)

### Вокальные и хоровые произведения
- «Глупая лошадь» (вокальный цикл для голоса в сопровождении ф–но на сл. В. Левина, 1981)
- «Мужество» (песня для смешанного хора и фортепиано на стихи А. Ахматовой, 1983)
- «Против течения» (вокальный триптих на стихи А. К. Толстого для баса и ф-но, 1984)
- «На поле Куликовом» (кантата для баса, камерного оркестра и смешанного хора  в 4–х частях на стихи А. Блока, 1985)
- «Кенгуру. Утро девушки» (для сопрано и фортепиано, 1985)
- «Как я провела каникулы…» (Вокальная сцена для сопрано и ф-но по рассказу А. П. Чехова, 1988)
- «Калики перехожие» (Песня для детского или женского хора и оркестра на ст. С. Есенина, 1992)
- «Воздушные мытарства Феодоры» (эскиз для смешанного хора и сопрано, 1994)
- «Память» (эскиз на ст. Н. С. Гумилёва для баритона и смешанного хора, 2001)
- «Рабочий» (баллада для баритона, хора и оркестра на ст. Н. С. Гумилёва, 2001)
- «Какою музыкой мой слух взволнован» (романс на ст. Н. С. Гумилёва для тенора и фортепиано, 2001)
- «Ныне отпущаеши» (стих из Всенощного бдения для смешанного хора, 2002)
- «Свете тихий» (стих из Всенощного бдения для смешанного хора и сопрано, 2003)
- «Да молчит всяка плоть…» (запричастный стих Великой Субботы для хора и тенора, 2005 )
- «Credo» (романс для тенора, хора и оркестра на ст. Н. С. Гумилёва, 2009)
- «Дневной марафон» (песня для голоса и оркестра на собств. сл., 2018)
- «По несчастью или счастью» (песня для голоса, хора и оркестра на ст. Г. Ф. Шпаликова, 2019)
- «Жди меня» (песня для голоса и оркестра на ст. К. М. Симонова к 75–летию Победы, 2020)
- «Херувимская песнь» (для смешанного хора, 2020)

### Музыка для кино
- «Пат прокурора» (саундтрек к короткометражному фильму, реж. Б. Волох, 2015)

### Транскрипции и переложения
- «Помню я еще молодушкой была…» (на тему русской народной песни для голоса и смешанного хора, 2002)
- «Рассвет на Москве–реке» (вступление М.  Мусоргского к опере "Хованщина" для квартета контрабасов, 2004)
- «Aud der jard» (пьеса Й. Штрауса для квартета контрабасов, 2005)
- «Im krapenwaldl» (пьеса Й. Штрауса для секстета контрабасов, 2005)
- «The typewrighter» (пьеса Л. Андерсена для квинтета контрабасов и пишущей машинки, 2005)
- «Павана» (пьеса М. Равеля для квартета и секстета контрабасов, 2005)
- «Passione amorosa» (сюита Д. Боттезини для 2–х контрабасов соло и квартета контрабасов, 2005)
- Концерта для гитары с оркестром» ( 2 часть концерта Х. Родриго для секстета контрабасов, 2005)
- «Passione amorosa» (сюита Д. Боттезини для 2-х контрабасов соло и струнного оркестра, 2005)
- «Венгерская рапсодия № 2» (пьеса Ф. Листа для контрабаса соло и струнного оркестра, 2005)
- «Юмореска», Прелюдия № 6 (пьесы С. В. Рахманинова для секстета контрабасов, 2005)
- П. Линке, «Гавот» (для симфонического оркестра, 2006)
- Ф. Крэйслер, «Рорзмарин» (для симфонического оркестра, 2006)
- «Seaside rendezvous» (песня группы "Queen" для секстета контрабасов, 2006)
- «Quando m'en vo» (арии Мюзеты из оперы Д. Пуччини «Богема» для сопрано и секстета контрабасов, 2006)
- «O, vio babbino caro...» (ария Лауретты из оперы Д.  Пуччини «Джанни Скикки» для сопрано и секстета контрабасов, 2006)
- «Речитатив и романс Джульетты» (ария И. Беллини из оперы «Капулетти и Монтекки» для сопрано и секстета контрабасов, 2006)
- «Болеро» (вокально-хореографическая поэма на музыку М. Равеля для сопрано, тенора и секстета контрабасов, 2006)
- «Поганый пляс Кащеева царства» (часть из балетной сюиты И. Стравинского, 2007)
- «Пиковая дама» (опера П. Чайковского В 2-х частях для секстета контрабасов и солистов, 2008)
- «Четыре песни» (песни Ф. Шуберта «Лесной царь», «Гретхен за прялкой», «Двойник», «Приют» для сопрано, тенора, баритона и симфонического оркестра, 2008)
- «Песнь умирающего лебедя» (вокально-хореографическая миниатюра на музыку К. Сен-Санса для сопрано и секстета контрабасов, 2008)
- Антракт (вступление к 4–му действию оперы Ж. Бизе «Кармен» для секстета контрабасов, 2008)
- «Андалузская сюита» (сюита П. Вальса для контрабаса соло и струнного оркестра, 2008)
- «Венский карнавал» (вариации Д. Боттезини на тему Беллини из оперы «Сомнамбула» для контрабаса соло и струнного оркестра, 2008)
- «Соловей» (романс А. Алябьева для двух контрабасов, рояля и сопрано соло, 2009)
- Адажио (Т. Альбинони для сопрано, органа и секстета контрабасов, 2009)
- «Соловей» (романса А. Алябьева для квартета контрабасов и сопрано соло, 2009)
- Ария Марфы из оперы Н. Римского-Корсакова «Царская невеста» (для квартета контрабасов и сопрано, 2009)
- 4–х пьесы С. Кусевицкого (для контрабаса соло и струнного оркестра, 2009)
- «Драма на охоте» (музыка композиторов современности и прошлого для одноименного балета по повести А. П. Чехова, 2010)
- Три детские песни (С. Прокофьева для сопрано и симфонического оркестра, 2010)
- «Большой королевский чардаш» (из оперетты И. Кальмана «Дьявольский наездник» для симфонического оркестра, 2012)
- Тарантелла (пьеса Д. Боттезини для контрабаса соло и струнного оркестра, 2012)
- «Вальс белых орхидей» (музыка композиторов современности и прошлого для одноименного  балета, 2013)
- Тарантелла (пьеса И. Раффа  для контрабаса соло и струнного оркестра, 2014)
- Тарантелла (пьеса Ф. Симандла для контрабаса соло и струнного оркестра)